# Emmeline Pankhurst

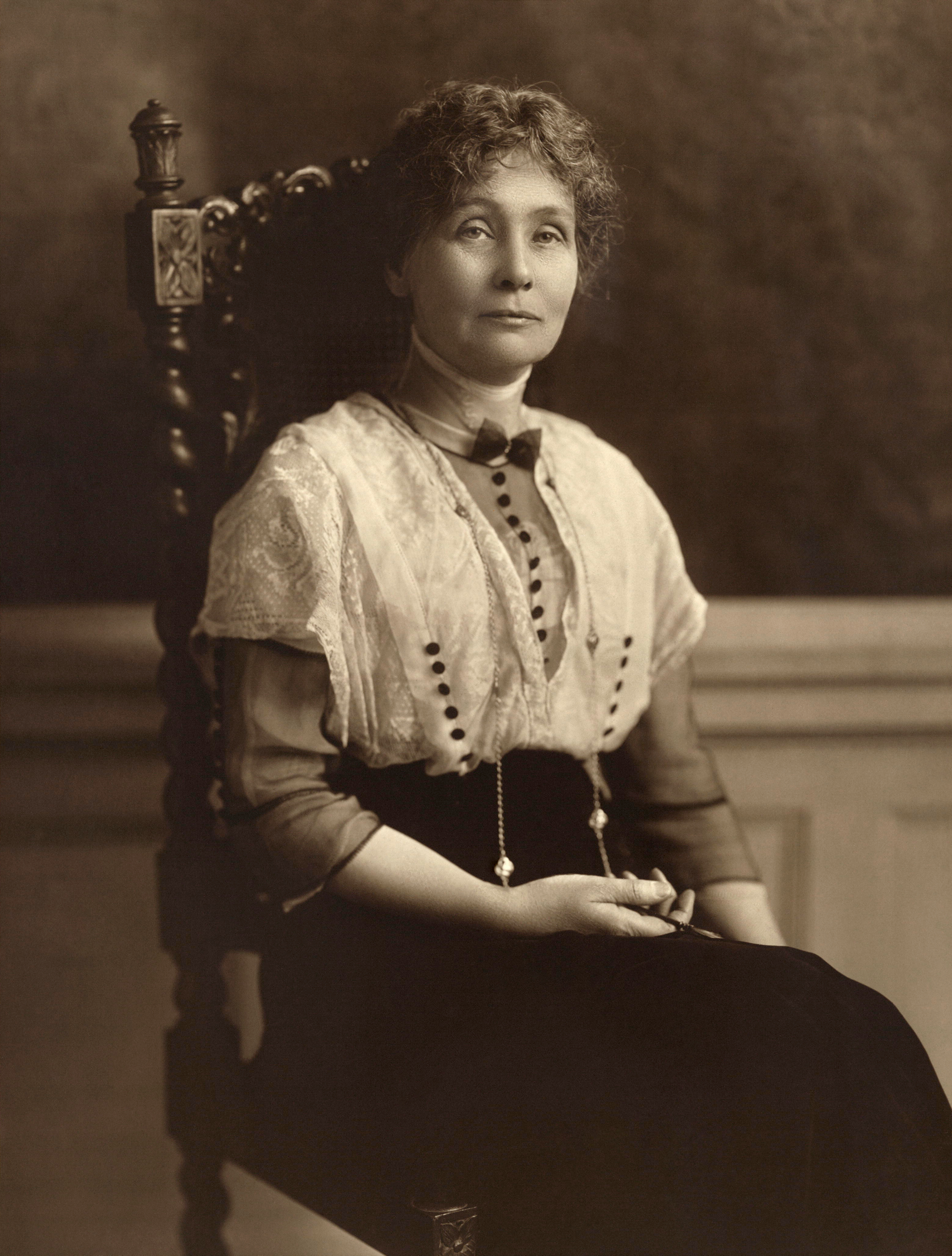
Emmeline Pankhurst (um 1913)

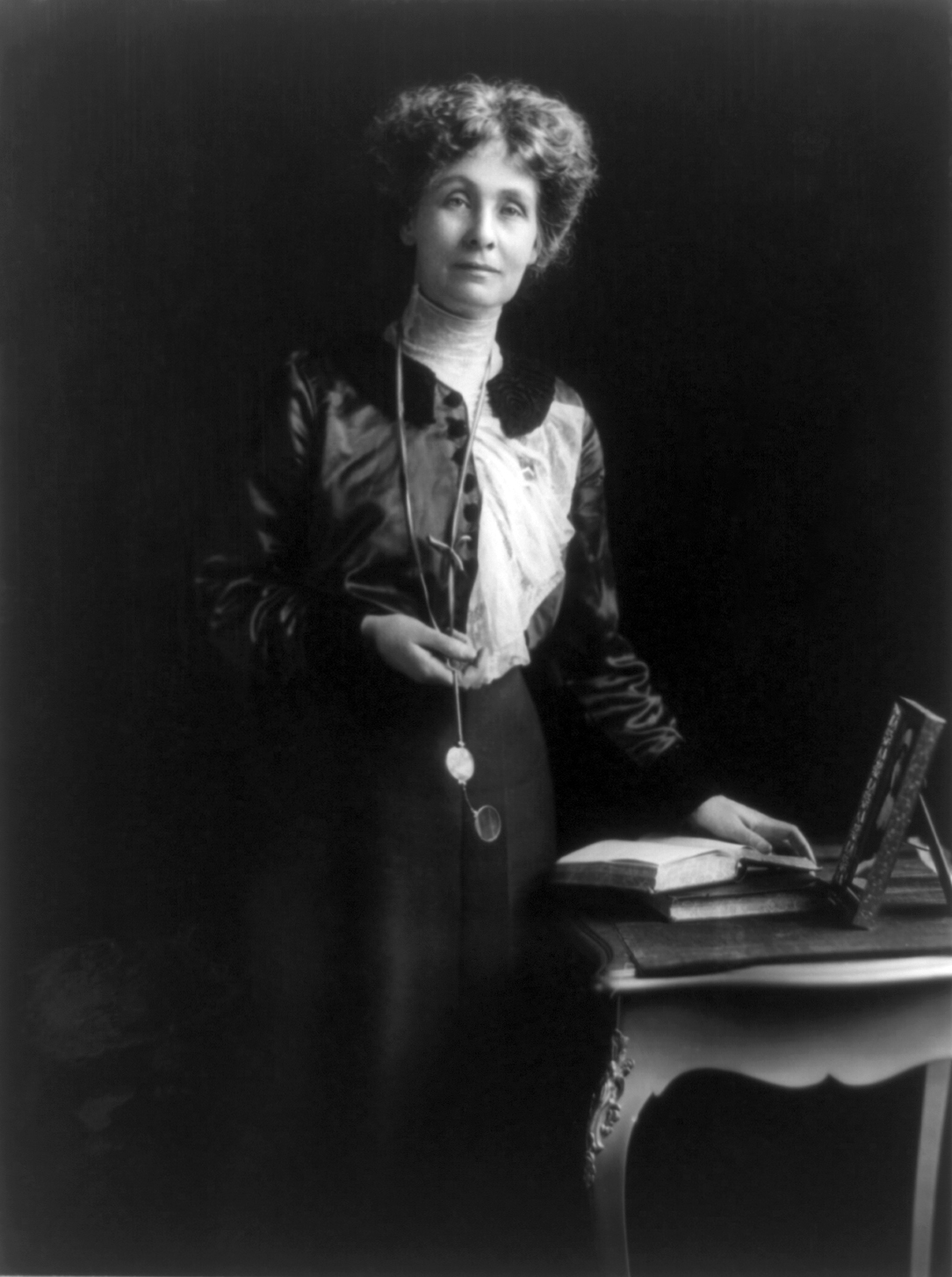
Emmeline Pankhurst (um 1913)

Emmeline Pankhurst [ˈpæŋkˌhɜːst] (* 15. Juli 1858 als Emmeline Goulden in Moss Side, Manchester; † 14. Juni 1928 in London) war eine britische feministische Theoretikerin und Suffragette (Frauenrechtlerin).

## Leben

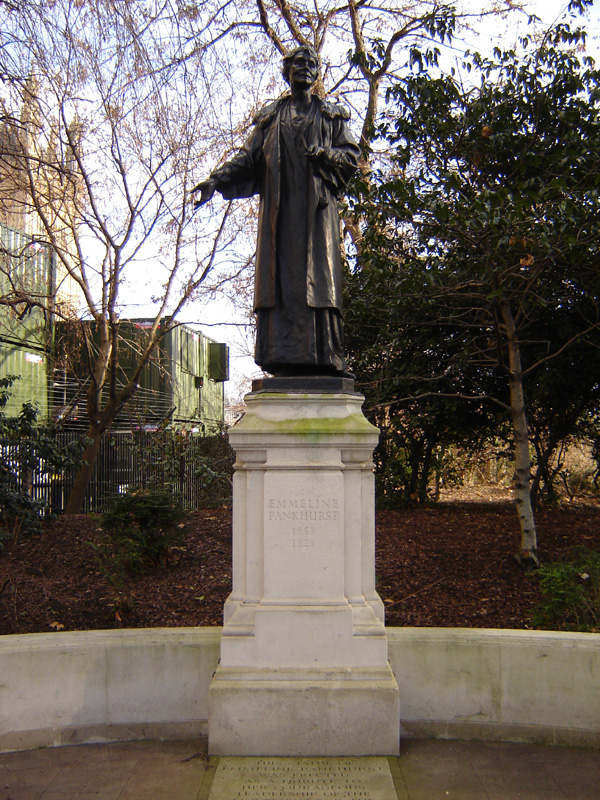
Statue von Emmeline Pankhurst in den Victoria Tower Gardens, Westminster, London

Emmeline Pankhurst, Tochter von Robert Goulden und Sophia Crane, wuchs in einer Mittelstandsfamilie mit der radikal-demokratischen Einstellung ihrer Eltern auf, die sich in der Liberalen Partei gegen Sklaverei, das Getreidezollgesetz und für das Frauenwahlrecht einsetzten. Bereits im Alter von 14 Jahren nahm sie an ihrer ersten Versammlung über das Frauenwahlrecht teil. Von 1873 bis 1879 besuchte sie eine Mädchenschule in Paris. Nach ihrer Rückkehr nach Manchester heiratete sie noch im selben Jahr den 24 Jahre älteren Rechtsanwalt Richard Marsden Pankhurst (1834–1898). Mit ihm hatte sie fünf Kinder: Christabel Harriette (1880–1958), Estelle Sylvia (1882–1960), Frank (1884–1889; starb im Alter von fünf Jahren an Diphtherie), Adela (1885–1961) und Harry (1889–1910). Nach dem Tod ihres Mannes 1898 musste sie sich und ihre Kinder mit dem kärglichen Lohn einer Standesbeamtin über Wasser halten.

### Women’s Social and Political Union
Am 10. Oktober 1903 gründete sie zusammen mit ihrer Tochter Christabel und vier weiteren Frauen in Manchester die Women’s Social and Political Union (WSPU), eine radikal-bürgerliche Frauenbewegung.
Sie entwickelte eine Theorie des gewaltlosen Widerstandes, die später von der Frauenbewegung in den USA übernommen wurde. Auch ihre Töchter Sylvia und Christabel waren in der Frauenbewegung aktiv, deren Methoden sich immer mehr radikalisierten und schließlich sogar Brand- und Bombenanschläge umfassten, weshalb Pankhurst mehrmals verhaftet wurde.
Nachdem ein Gesetzesvorhaben zum Frauenwahlrecht 1910 im Parlament gescheitert war, organisierte die WSPU eine Demonstration. 300 Suffragetten marschierten unter der Führung von Pankhurst zum Parlament. Aufgrund der ausgeübten Gewalt durch die Polizei wurde der Tag als Schwarzer Freitag bekannt. 115 Frauen und vier Männer wurden verhaftet, die Anklagen aber am nächsten Tag fallengelassen. Ein anschließender Report des parlamentarischen Versöhnungsausschusses (Conciliation Committee) sammelte zahlreiche Berichte von sexualisierten Übergriffen, vor allem das Verdrehen und Quetschen der Brüste der Demonstrantinnen.
Unter den Demonstrantinnen war auch Pankhursts Schwester, Mary Jane Clarke. Sie wurde wenige Tage später bei einem weiteren Treffen verhaftet und zu einem Monat Haft verurteilt, ihre dritte Haftstrafe. Zwei Tage nach ihrer Entlassung starb Clarke am ersten Weihnachtstag im Haus ihres und Emmelines Bruders Herbert Goulden.

### Verurteilung und Haft, Radikalisierung der Frauenbewegung
Am 3. April 1913 wurde Pankhurst im Old Bailey als Drahtzieherin eines Bombenanschlags auf das Landhaus des britischen Schatzkanzlers David Lloyd George zu drei Jahren Haft verurteilt. Das Urteil löste eine Reihe von Straßenschlachten der Frauenrechtlerinnen mit der Polizei aus und hatte Anschläge auf öffentliche Einrichtungen oder prominente Personen zur Folge wie beispielsweise auf Premierminister Herbert Asquith, der von Aktivistinnen mit Pfeffer und einer toten Katze beworfen wurde. Die Proteste weiteten sich in Form von Brandstiftungen und Bombenanschlägen über das ganze Land aus und wurden alsbald von der zeitgenössischen Presse als Reign of Terror (‚Herrschaft des Terrors‘) bezeichnet.
Aufgrund ihres durch einen Hungerstreik bedingten schlechten Gesundheitszustandes wurde Emmeline Pankhurst bereits am 12. April 1913 wieder aus der Haftanstalt Holloway entlassen. Die Unruhen gingen indes in immer stärkerem Ausmaß weiter. Bomben detonierten, Briefkästen wurden mit Säure übergossen, Kirchen in Brand gesteckt und öffentliche Verkehrsmittel zerstört. Bezeichnend für die Aktionen war, dass keine Menschenleben in Mitleidenschaft gezogen werden sollten. Sympathisanten intonierten zum Sonntagsgottesdienst in St Paul’s und Westminster Abbey “God save Emmeline Pankhurst”, während zahlreiche weitere Kirchen im Land in Feuer aufgingen.
Die Ereignisse kulminierten mit dem Tod der Suffragette Emily Davison, die sich beim Sommerderby in Epsom am 4. Juni 1913 während des Rennens vor das Pferd des Königs warf und wenig später ihren schweren Verletzungen erlag. Die Pankhursts stilisierten Emily daraufhin zur Märtyrerin der Frauenbewegung und bildeten sie auf dem Titel ihrer Publikation The Suffragette als Engel der Rennbahn ab. Dieses Mittel des politisch motivierten Selbstmords erklärte Pankhurst so: „Das menschliche Leben ist für uns heilig, daher sind wir fest dazu entschlossen: Wenn schon Leben geopfert werden muss, dann unser eigenes. Wir werden uns nicht selbst umbringen, aber wir werden unsere Gegner in eine Position zwingen, in der sie sich entscheiden müssen: Gebt uns endlich unsere uneingeschränkte Freiheit oder tötet uns.“

### Cat and Mouse Act
Im selben Jahr, 1913, hatte das Parlament aufgrund der zunehmenden Hungerstreiks inhaftierter Suffragetten ein als Cat and Mouse Act bezeichnetes Gesetz verabschiedet, das besagte, dass Gefangene aus der Haft zu entlassen seien, wenn sie durch Hungerstreiks und die damit einhergehende praktizierte Zwangsernährung ernsthaft erkrankten. Nach einer Gesundung sei die verurteilte Person aber wieder zu inhaftieren. Aufgrund dieses Cat and Mouse Acts wurde die mittlerweile gesundete Emmeline Pankhurst im Februar 1914 erneut verhaftet, worauf sie wiederum in den Hungerstreik gezwungen wurde, erkrankte und wieder entlassen wurde.

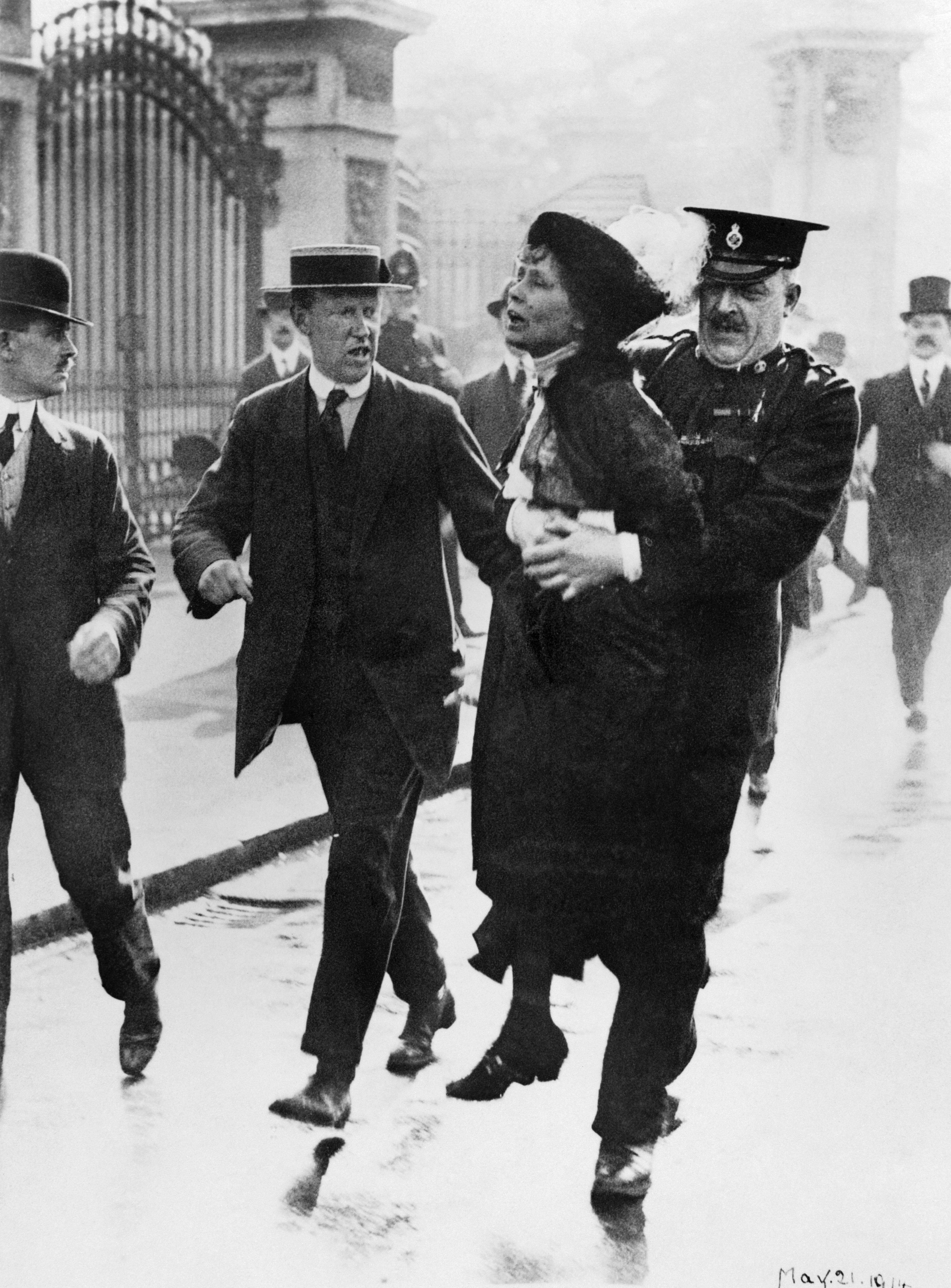
Verhaftung Emmeline Pankhursts am 21. Mai 1914 vor dem Buckingham Palace

Am 21. Mai 1914 wurde Pankhurst bei dem Versuch, König Georg V. eine Petition zu überreichen, vor dem Buckingham-Palast erneut verhaftet und abgeführt. Anwesende Fotografen hielten die sich wehrende Frauenrechtlerin in den Armen des Superintendenten Rolfe im Bild fest.
Während ihres Abtransports soll sie “Arrested at the gates of the Palace. Tell the King!” ausgerufen haben, wie The Suffragette anschließend berichtete. Die Fotografie, die noch am selben Tag auf sämtlichen Londoner Tageszeitungen erschien, wurde zu einem signifikanten Bilddokument der Frauenbewegung.

### Erster Weltkrieg, politisches Engagement und späte Jahre
Nach dem Ausbruch des Ersten Weltkrieges wandte sich Pankhurst der Werbung für die britischen Kriegsanstrengungen zu, während die radikale Frauenrechtsbewegung angesichts des Krieges verebbte. Emmeline Pankhurst engagierte sich während des Ersten Weltkriegs für das Wahlrecht der Soldaten und Seeleute. So schrieb sie an den damaligen Rüstungsminister David Lloyd George, dass im Gesetzesentwurf für das Wahlrecht von Soldaten und Seeleute nicht gleichzeitig die Forderung nach einem Wahlrecht für Frauen enthalten sein dürfe, damit Ersteres nicht scheitert.
Nach Kriegsausbruch unterstützte Pankhurst wie ihre Tochter den Order of the White Feather. Ziel dieser Vereinigung war es, Männer zum Kriegsdienst zu nötigen, indem junge Frauen ihnen, wenn sie keine Uniform trugen, eine weiße Feder anhängten und damit öffentlich machten, dass die Männer nicht bereit seien, für ihr Land zu kämpfen.
1918 trat Emmeline Pankhurst den Tories, der britischen konservativen Partei, bei und bekämpfte rhetorisch den Bolschewismus.
Ab November 1918 schließlich durften Frauen, die älter als 21 Jahre waren, als Kandidatinnen zur Parlamentswahl antreten (passives Wahlrecht), aber erst ab ihrem 30. Lebensjahr selber wählen gehen (aktives Wahlrecht).
Die folgenden Jahre verbrachte Pankhurst wegen ihres schlechten Gesundheitszustands in Kanada und auf den Bermudainseln. Sie kehrte erst 1925 wieder ins Vereinigte Königreich zurück und starb 1928. Rund drei Wochen später, am 2. Juli 1928 trat in Großbritannien das allgemeine Wahlrecht auch für Frauen in Kraft.

## Nachwirkungen
Emmeline Pankhurst wurde 2004 das Lied Emily von den Manic Street Preachers gewidmet, auch im Lied „Wir sind die Kämpfer fürs Frauenrecht“ aus dem Film Mary Poppins findet sie Erwähnung. Im Historiendrama Suffragette – Taten statt Worte aus dem Jahr 2015, das von der britischen Frauenbewegung zu Beginn des 20. Jahrhunderts handelt, wird Emmeline Pankhurst von Meryl Streep dargestellt. In der Semidoku zum Thema Frauenwahlrecht, Die Hälfte der Welt gehört uns, wird Emmeline Pankhurst von Esther Schweins dargestellt.
Am Frauentag 8. März 2023 enthüllte Madame Tussauds in London eine Wachsfigur von Pankhurst.

## Werke (Auswahl)
- The Powers and Duties of Poor Law Guardians in Times of Exceptional Distress. 1895.
- The Present Position of the Women’s Suffrage Movement in: The Case for Women’s Suffrage. Hrsg. von B. Villiers, 1907.
- The Importance of the Vote. 1908.
- Suffrages Speeches from the Dock. 1912.
- My own story, 1914 (Autobiographie), dt. Ein Leben für die Rechte der Frauen. Steidl, Göttingen 1996, ISBN 3-88243-447-3.
  - Neuauflage, übersetzt von Agnes S. Fabian und Hellmut Roemer: Suffragette. Die Geschichte meines Lebens. Steidl, Göttingen 2016, ISBN 978-3-95829-050-1.